# Santovenia del Monte
Santovenia del Monte es una localidad española, perteneciente al municipio de Valdefresno, en la provincia de León y la comarca de La Sobarriba, en la Comunidad Autónoma de Castilla y León.
Situado entre el arroyo de las Torgas y el arroyo de la Fuente Blanca, afluentes del arroyo de las Arregadas, y este a su vez del arroyo del Regurón, afluente del río Porma.
Los terrenos de Santovenia del Monte limitan con los de Santa María del Monte del Condado al noreste, Villamayor del Condado y Villafeliz de la Sobarriba al este, Villalboñe al sureste, Carbajosa al sur, Villavente, Villamoros de las Regueras y Villarrodrigo de las Regueras al suroeste, Castrillino y Canaleja al oeste y Villaverde de Arriba y Villaverde de Abajo al noroeste.
Perteneció a la antigua Hermandad de La Sobarriba.